# Јелена Ерић (бициклисткиња)
Јелена Ерић (Краљево, 15. јануар 1996) српска је професионална бициклисткиња.

## Биографија
Рођена је 15. јануара 1996. у Краљеву. Од 2015. се професионално бави бициклизмом, када је потписала уговор за тим BTC City Ljubljana. Године 2018. је била у америчком тиму Cylance Pro Cycling, а 2019. у италијанском Alé–Cipollini. Чланица је БК Металац и шпанског тима Мовистара од 2020.
Учествовала је на Првенствима Србије у друмском бициклизму, освојивши прво место у друмској трци и треће у трци на хронометар 2011, друго у друмској трци 2012, прво у друмској трци и трци на хронометар 2014. и 2016—2019. и прво у друмској трци 2021. и 2023. године. Заузела је осмо место у друмској трци на Светском друмском првенству UCI 2014.  
Заузела је треће место на Grand Prix de Dottignies, четврто на Tour of Guangxi и шесто на Tour of Zhoushan Island 2017. Освојила је златну медаљу на Baloise Ladies Tour 2019, Omloop van het Hageland и La Périgord Ladies 2020. и Ronde de Mouscron 2022. Заузела је четврто место на Gran Premio Ciudad de Eibar 2022. године. 